# Frétigny
Frétigny ist eine Ortschaft und eine ehemalige französische Gemeinde  mit 487 Einwohnern (Stand: 1. Januar 2022) im Département Eure-et-Loir in der Region Centre-Val de Loire. Sie gehörte zum Arrondissement Nogent-le-Rotrou und zum Kanton Nogent-le-Rotrou.
Mit Wirkung vom 1. Januar 2019 wurden die früheren Gemeinden Saint-Denis-d’Authou und Frétigny zur Commune nouvelle Saintigny zusammengeschlossen und haben dort den Status einer Commune déléguée. Der Verwaltungssitz befindet sich im Ort Saint-Denis-d’Authou.

## Lage
Frétigny liegt etwa 40 Kilometer westsüdwestlich von Chartres. Umgeben wird Frétigny von den Ortschaften Saint-Victor-de-Buthon im Norden, Montlandon im Norden und Nordosten, Champrond-en-Gâtine im Nordosten und Osten, Combres im Osten und Südosten, Saint-Denis-d’Authou im Süden sowie Marolles-les-Buis im Westen und Nordwesten.

## Bevölkerungsentwicklung
| Jahr                       | 1962 | 1968 | 1975 | 1982 | 1990 | 1999 | 2006 | 2013 |
| Einwohner                  | 536  | 511  | 465  | 342  | 368  | 429  | 472  | 498  |
| Quellen: Cassini und INSEE |      |      |      |      |      |      |      |      |

## Sehenswürdigkeiten
- Kirche Saint-André, seit 1929 Monument historique

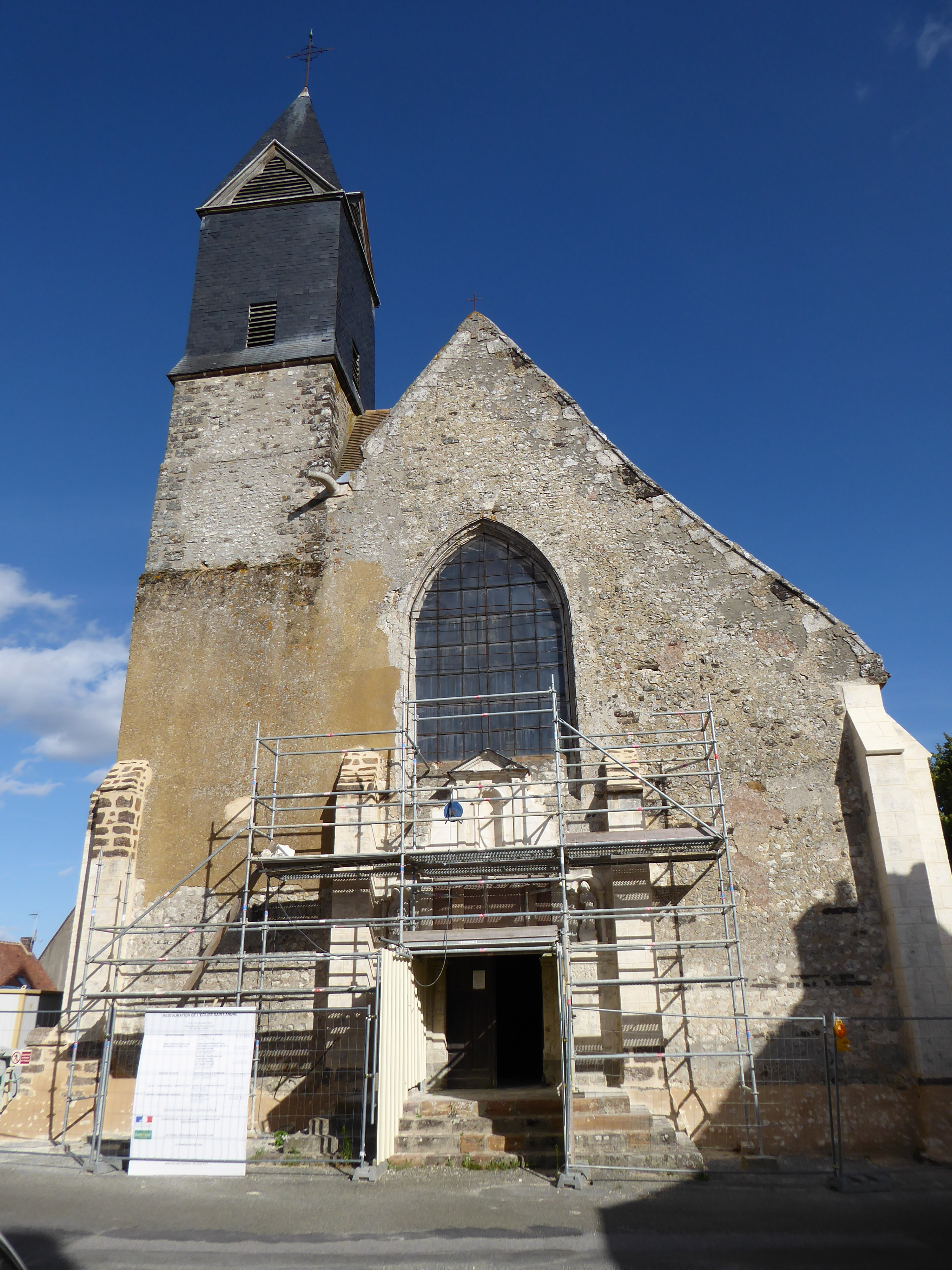
Kirche Saint-André
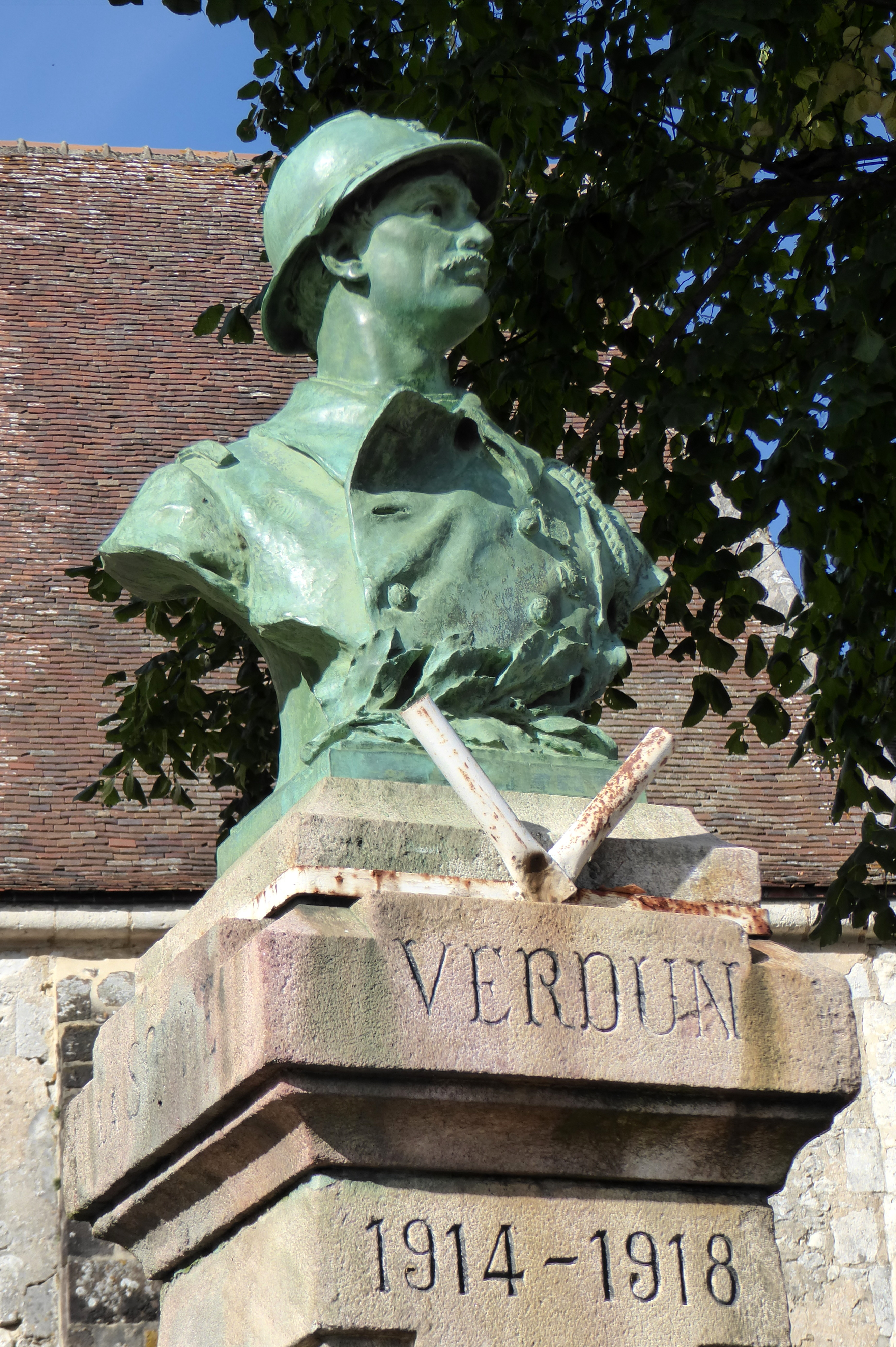
Gefallenendenkmal